# 磁浮高铁站
磁浮高铁站，是长沙地铁长沙磁浮快线的起点站，位于中华人民共和国湖南省长沙市雨花区长沙南站东站房东北侧，2016年5月6日随长沙磁浮快线的开通投入使用。

## 车站结构

### 楼层分布
磁浮高铁站总占地面积11129平方米，有地下一层和地上二层共计三层。地下一层有售票机，出入口等服务设施；地上一层为缓冲层，二层为站台层，单线侧式站台。

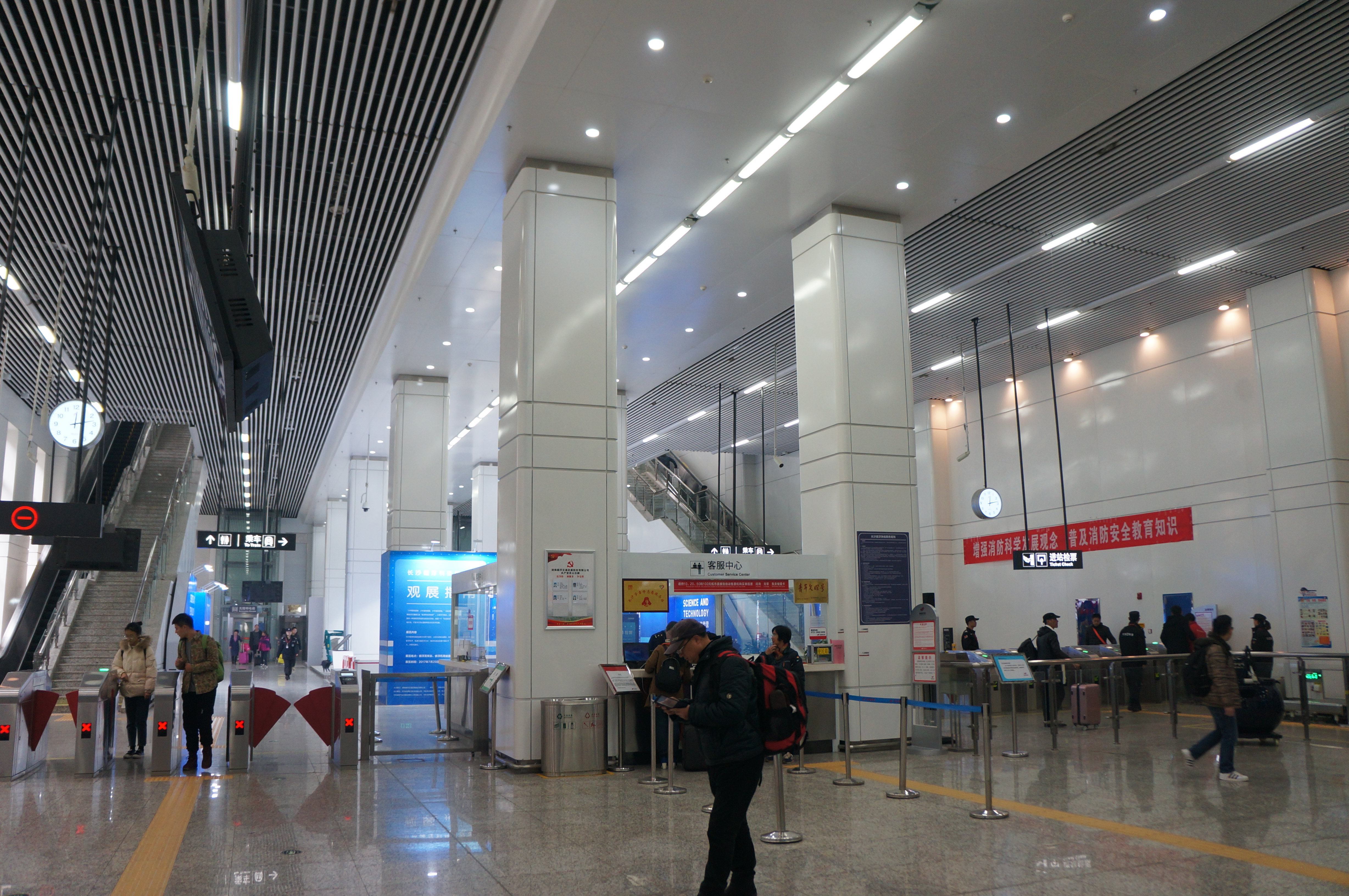
站厅
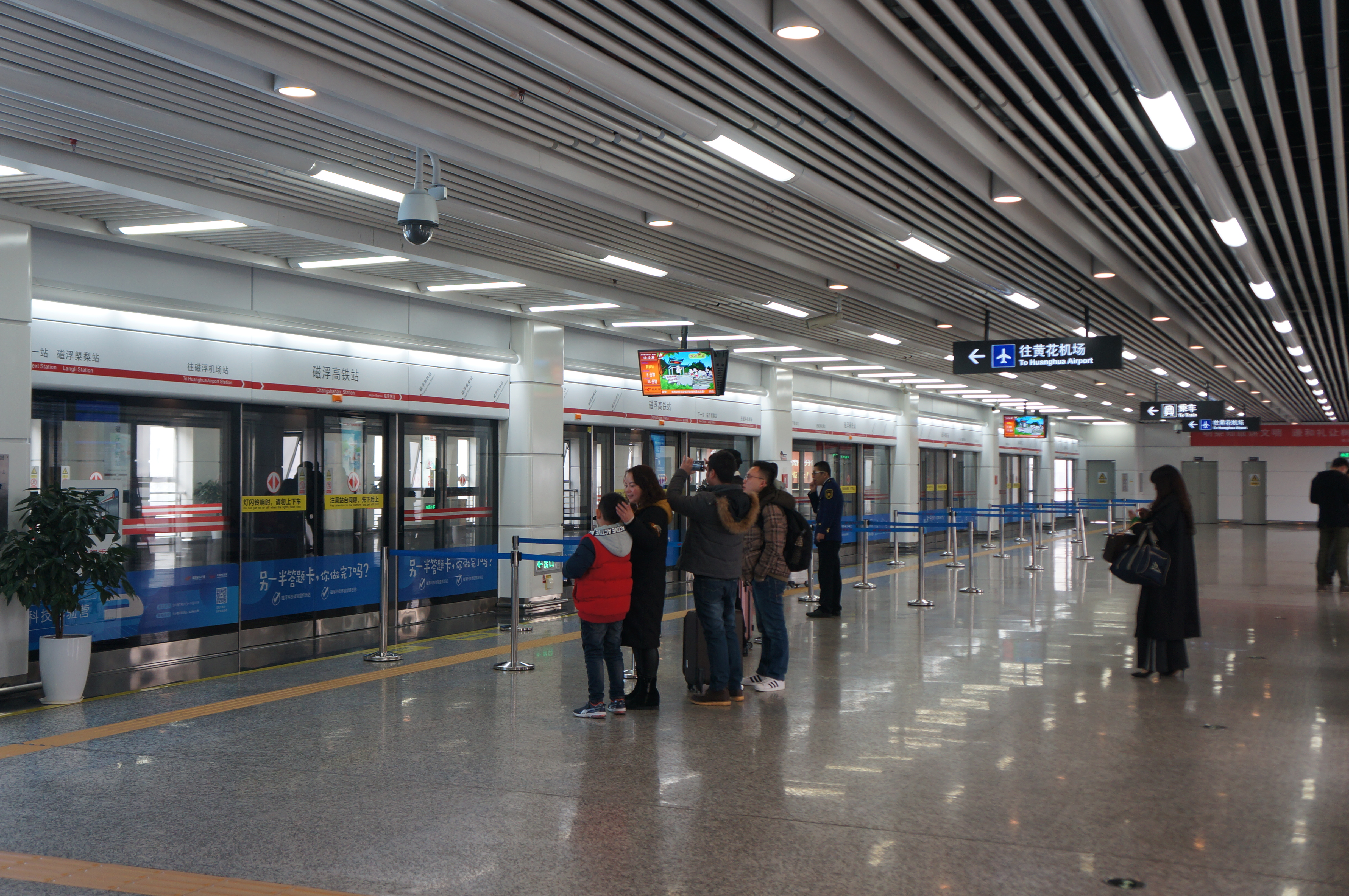
站台
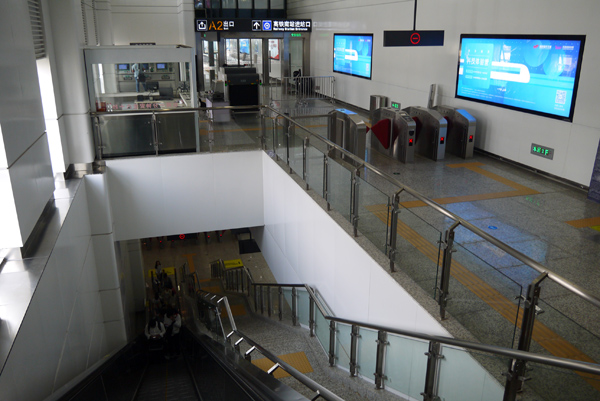
通向高铁出发层的站厅

| 地上二层 | 往站厅                                  |                                |
| 地上二层 | 侧式站台，右侧车门将会开启              |                                |
| 地上二层 | 终到列车清客站台                        |                                |
| 地上二层 | S2线列车往磁浮机场站方向 （磁浮㮾梨站） |                                |
| 地上二层 | 侧式站台，右侧车门将会开启              |                                |
| 地上二层 | 候车区                                  |                                |
| 地上一层 | 缓冲层                                  | 客流缓冲及设备层               |
| 地下一层 | 站厅层                                  | 出入口、站厅、售票机、客服中心 |

- 站厅
- 站台
- 通向高铁出发层的站厅

### 换乘
乘客可在地下一层出站后，至长沙南站乘坐高铁或换乘长沙地铁2号线及4号线。

### 磁浮城市航站樓

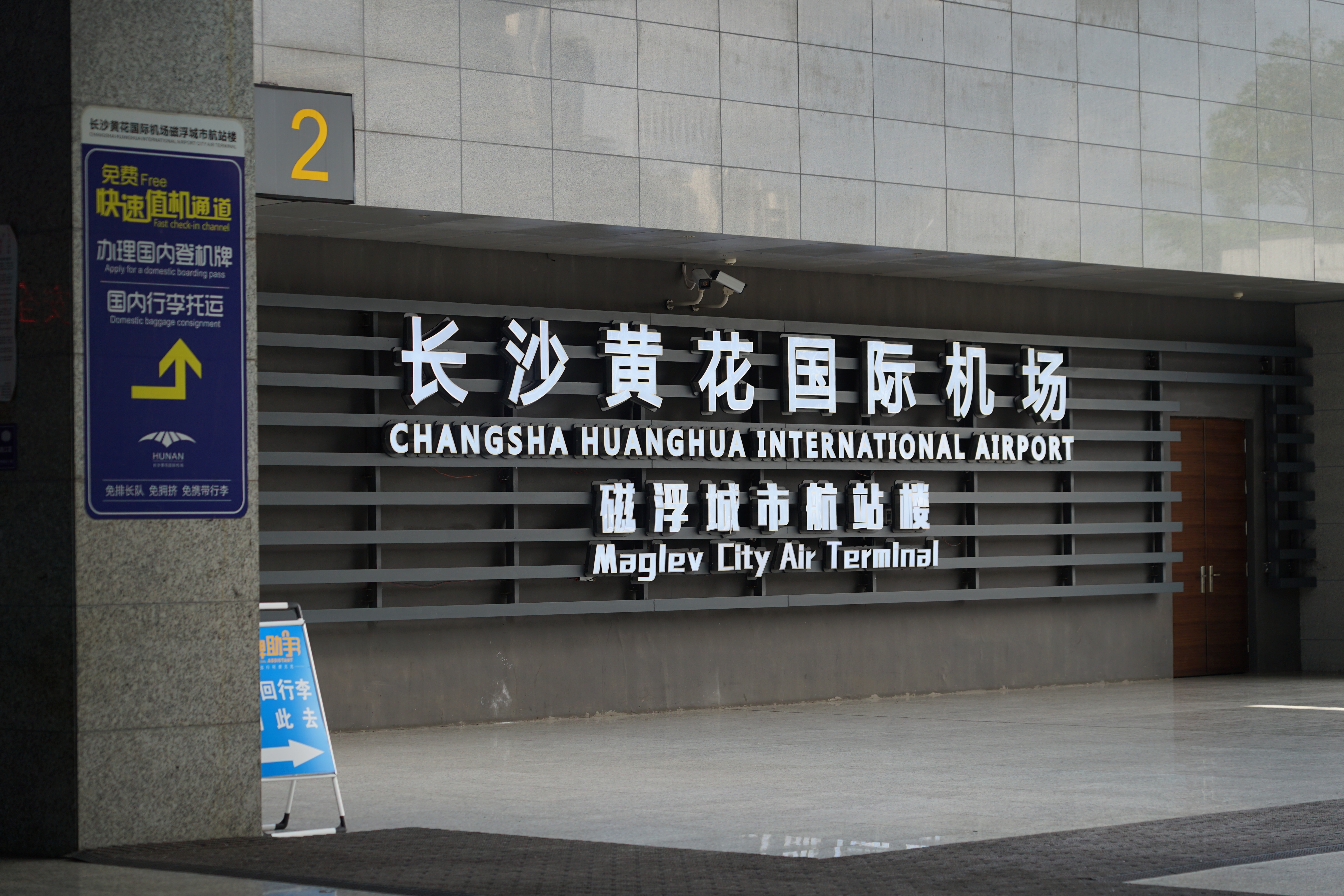
黃沙國際機場磁浮城市候機樓

車站旁亦設有「黃花國際機場磁浮城市候機樓」，供乘坐磁浮快線前往黃花機場的旅客候車。

## 车站周边
- 国铁長沙南站
- 长沙地铁2号线、4号线長沙火车南站